# Bombus skorikovi
Bombus skorikovi (saknar svenskt namn) är en insekt i överfamiljen bin (Apoidea) och släktet humlor (Bombus) som lever i Centralasien.

## Beskrivning
Bombus skorikovi är en medelstor humla: Honan når en längd mellan 16 och 18 mm, hanen 14 till 15 mm. Humlan har svart huvud, med en tunn gul rand i nacken. Mellankroppen är gul, med ett svart band mellan vingfästena, ibland reducerat till en liten, central fläck med svarta och ljusa hår blandat. Den främsta tergiten är gul; den andra kan också vara gul hos hanen, men det förekommer också att den är svart med en tunn gul linje längs bakkanten. Det senare är alltid fallet hos honorna. Förutom de tre sista tergiterna, som är svarta, är resten av bakkroppen gul. Honorna har emellertid gula sidor på det främsta av de svarta tergiterna (=den fjärde). 

## Ekologi
Bombus skorikovi är en snylthumla; som alla snylthumlor saknar den arbetare, honan tar inte hand om avkomman utan tränger in i andra humlors bon, dödar drottningen och tvingar arbetarna i det övertagna boet att föda upp sin avkomma. Humlan är en bergsart, som i sitt västra område lever på höjder mellan 2 700 och 3 700 meter; I Kina kan den gå upp till åtminstone 4 300 meters höjd. 
Bombus skorikovi hämtar sin föda framför allt från korgblommiga växter (som tistlar) och flenörtsväxter.

## Utbredning
Arten finns i Centralasien från södra Tibet, Kashmir samt provinserna Qinghai, Gansu, Xinjiang, Yunnan, Sichuan, Inre Mongoliet, Shanxi, Hebei, Jilin och Heilongjiang. Fynd från Turkiet och Nepal är också kända.